# ウスタリツ・アルデコアオタロラ
ウスタリツ・アルデコアオタロラ（Ustaritz Aldekoaotalora Astarloa,1983年2月16日 - ）は、スペイン王国バスク自治州ビスカヤ県出身の元サッカー選手。現役時代のポジションはDF（センターバック）。

## 経歴
レサマ（アスレティック・ビルバオの下部組織）出身。1999-2000シーズンはフニベルB、2000-01シーズンはフニベルAに在籍し、2001-02シーズンにテルセーラ・ディビシオン（4部）のCDバスコニア（アスレティックのCチーム）に昇格した。CDバスコニアで2シーズン過ごし、2003-04シーズンにセグンダ・ディビシオンB（3部）のビルバオ・アスレティック（アスレティックのBチーム）に昇格した。2005-06シーズンにトップデビューし、主にアイトール・オシオやフェルナンド・アモレビエタの控えを務めている。2011年8月、レアル・ベティスにレンタル移籍した。2012年8月、ビルバオとの契約を延長せず、退団した。

## 所属クラブ
- CDバスコニア 2001-2003
- ビルバオ・アスレティック 2003-2005
- アスレティック・ビルバオ 2005-2012

→ レアル・ベティス 2011-2012 (loan)
- FCディナモ・トビリシ 2013-2014
- FCアロウカ 2014-2015
- FCペナフィエル 2015